# 上海淞沪抗战纪念馆
31°24′42″N 121°29′26″E / 31.4117365°N 121.4904388°E

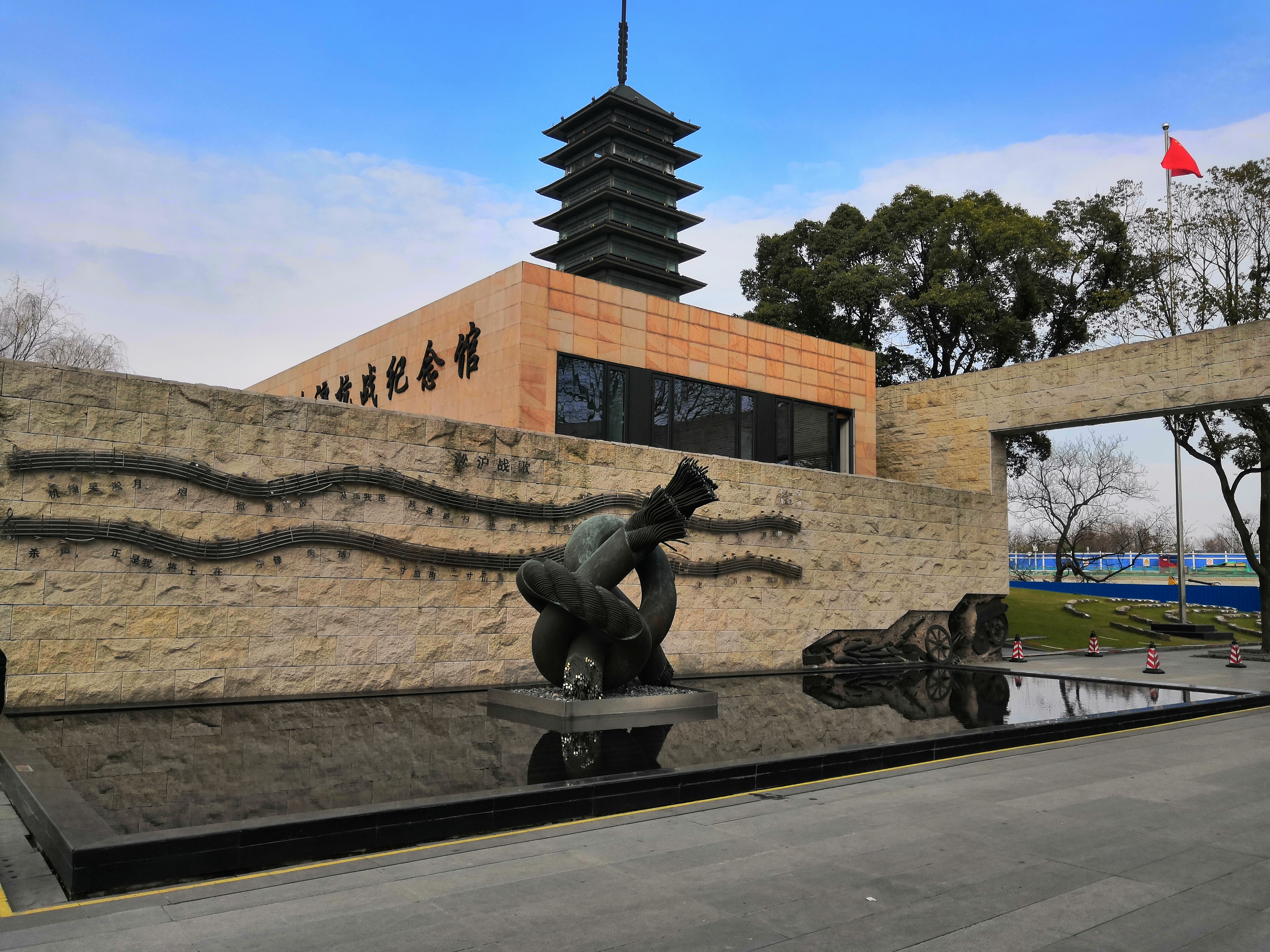
上海淞沪抗战纪念馆

上海淞沪抗战纪念馆位于上海市宝山区友谊路1号临江公园内，用以纪念1932年的一·二八事變和1937年的淞沪会战。

## 历史
1993年10月，上海市宝山区人民政府投入了3000万元人民币的资金，在宝山临江公园的东部建设上海淞沪抗战纪念馆。2000年1月，纪念馆落成开放。2003年1月，上海市人民政府将宝山滨江公园公布为上海市爱国主义教育基地。2014年8月，中华人民共和国国务院将其列入第一批国家级抗战纪念设施、遗址名录。
2015年1月，淞沪抗战纪念馆和临江公园开始进行改造，临江公园改为淞沪抗战主题公园，实行“馆园合一”，宝山区政府计划将其改造为“淞沪抗战历史展示中心和研究基地、爱国主义教育示范基地、海峡两岸文化交流基地”；宝山滨江公园、淞沪抗战纪念馆一期改造工程竣工后，于同年8月13日正式对外开放。
除纪念淞沪抗战相关活动之外，2016年、2017年、2018年，淞沪抗战纪念馆连续三年举办南京大屠杀死难者国家公祭日悼念活动。

## 场馆介绍

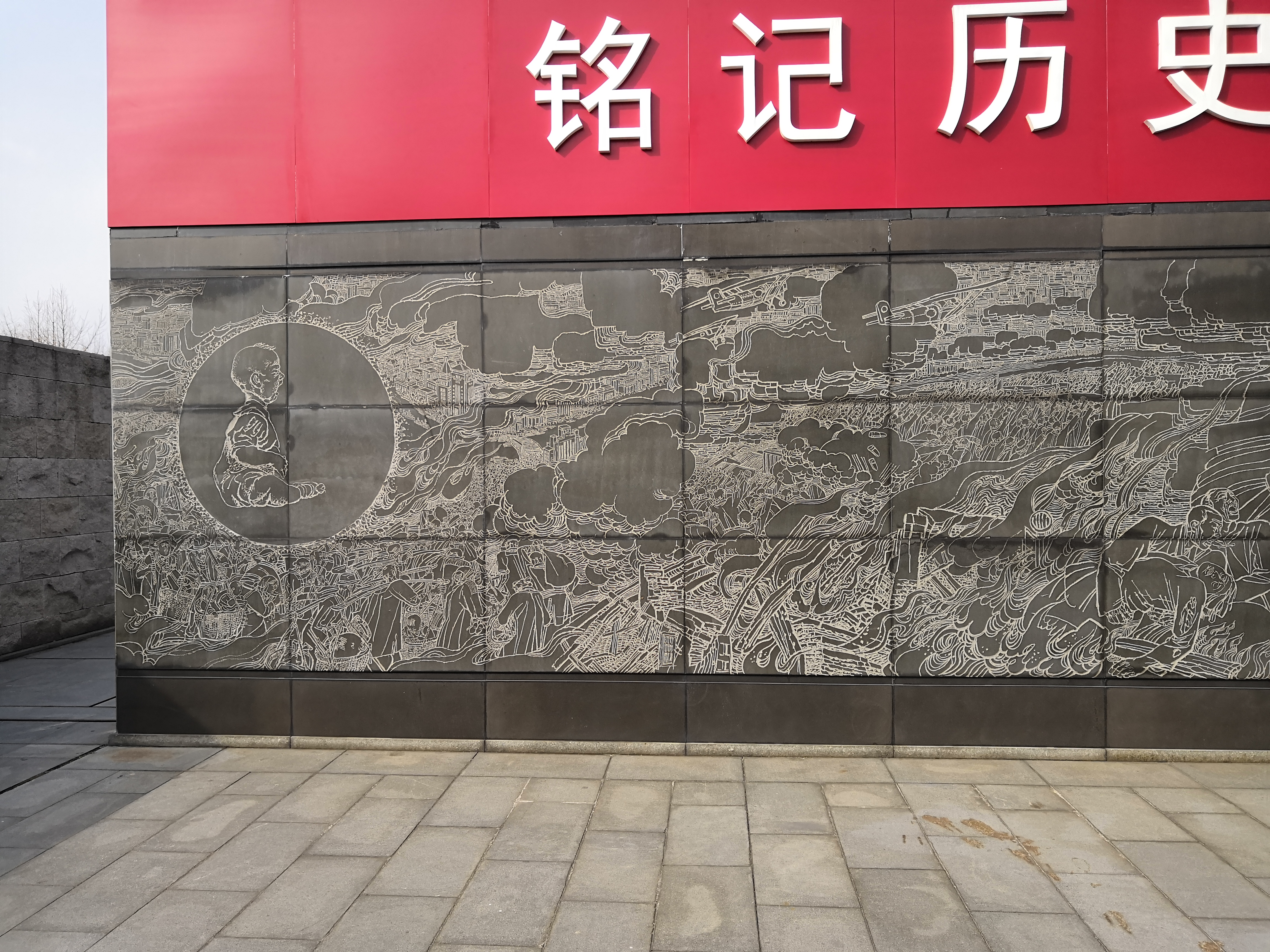
上海淞沪抗战纪念馆“淞沪魂”石刻长卷第一部分——“民族灾难”

纪念馆由同济大学设计研究院设计，是一座塔式建筑，占地面积5100平方米，建筑面积3490平方米，高53米，共12层。
纪念馆的入口东侧有一幅“淞沪魂”石刻长卷，展示了“民族灾难”、“淞沪怒火”、“血肉战魂”、“烽火大地”四个场景，体现了日本侵华对中国人民造成的苦难及中国军民在淞沪抗战中奋勇抵抗入侵的过程。纪念馆陈设共分为三层，入口设在二楼，设有“抗日战争与上海”陈列，以资料、图片、实物来表现以淞沪抗战为主的上海抗日战争史；三楼设有“上海郊县人民抗日武装斗争大型图片展”，展示中国共产党武装在上海邻近的郊县进行抗争和战斗的历程；一楼则设有“淞沪抗战史事——血沃淞沪”陈列，以声光电等形式，让人身临其境地感受淞沪抗战中发生的各种故事，同时展示了大量的抗战实物和烈士遗物。